# Jesús Florido Villafani
Jesús Florido Villafani (13 de abril de 1953,Cochabamba) es un artista plástico boliviano especializado en acuarela. Su trayectoria incluye la creación del papel artesanal Odirolf y la organización del Festival de Charango. Ha recibido varios premios y fue nombrado Hijo Predilecto de Cochabamba en 2011 por su contribución al arte.

## Biografía
Florido Villafani nació en Aiquile, Cochabamba, el 13 de abril de 1953. A los tres años perdió a su padre y, poco antes de cumplir diez años, también a su madre, quedando bajo el cuidado de su hermana mayor, Lucha.
Desde niño se interesó en la pintura y el dibujo, a pesar de tener acceso limitado a materiales. A los trece años, se trasladó a Cochabamba, donde cursó estudios en el Colegio Junín y en la Escuela de Bellas Artes, iniciando su formación artística.
Tras graduarse, en los años 70 se mudó a La Paz para formarse como maestro, y comenzó a impartir clases en Vallegrande, Santa Cruz. Durante su carrera, viajó a países como Ecuador, Colombia y México, donde continuó desarrollando su trabajo artístico, centrado en la técnica de la acuarela.
De vuelta en Cochabamba, retomó su labor docente en la Escuela de Bellas Artes. En 1984 fue parte de la organización del Festival de Charango de Aiquile. En 2011 fue nombrado Hijo Predilecto de su ciudad natal en reconocimiento a su aporte al arte y la cultura.

## Contribuciones al arte e innovaciones

### Papel Odirolf
Ante la falta de papeles adecuados para acuarelas y los altos costos de materiales importados, Florido comenzó a investigar la creación de un papel artesanal que cumpliera con las necesidades de los acuarelistas, denominado Odirolf desde 1999. Después de cuatro años de experimentación, logró una fórmula que le permitió fabricar este material.
El papel Odirolf se caracteriza por su textura rugosa, lo que mejora la absorción de pigmento y permite que las acuarelas se vean con mayor intensidad. Este papel ha sido contrastado con papeles importados como Arches y Fabriano, que son más lisos y absorbentes.
La técnica de fabricación del papel incluye el uso de celulosa virgen, que adquiere de Santa Cruz y Colombia, y un proceso que prescinde de productos químicos.

### Taller girasoles
Florido ha inaugurado un taller en Cochabamba donde los artistas pueden exhibir sus obras y participar en intercambios de conocimiento.

## Premios y reconocimientos
- Primer Premio en Acuarela del Salón 14 de Septiembre (Cochabamba, 1978).[5]
- Premio de Pintura de la II Bienal ‘Humberto Vásquez Machicado’ (Santa Cruz, 1979).[5]
- Primer Único en grabado del Salón Murillo con su obra ‘Muñeca frente al espejo’ (La Paz, 1992).[5]
- Segunda Mención en grabado del Salón Murillo con la obra ‘Antes y después del matrimonio’ (La Paz, 1994).[5]
- Primer Premio en Pintura de la Segunda Bienal Humberto Vásquez Machicado (Santa Cruz), reconocido por su obra “Requiem por un amigo”.[1]
- Venta de 21 obras a un ciudadano de Estados Unidos en una sola transacción.[1]
- Declarado Hijo Predilecto de Cochabamba en 2011 por su contribución al arte y a la música[1]